# Beslenéyevskaya
Beslenéyevskaya (en ruso: Беслене́евская) es una stanitsa del raión de Mostovskói del krai de Krasnodar, en Rusia. Está situada en la orilla derecha del río Jodz, 20 km al sudoeste de Mostovskói y 162 km al sudeste de Krasnodar, capital del krai, en una zona montañosa y boscosa. Es centro del asentamiento de tipo rural Beslenéyevskoye. Tenía 1413 habitantes en 2010.
Es cabeza del municipio Beslenéyevskoye.

## Historia
Fue fundada en 1861 durante la Guerra del Cáucaso. Fue integrada en el departamento de Maikop del óblast de Kubán. Debe su nombre a los besleneyevtsy, una subetnia adigué. En 1924 pasó a formar parte del krai del Cáucaso Norte. De 1928 a 1934 estuvo incluido en el raión de Labinsk, hasta que en 1937 se constituyó el raión de Mostovskói del krai de Krasnodar (sería abolido y reconstituido en varias ocasiones hasta la actualidad).

## Transporte
Beslenéyevskaya es un cruce de carreteras, pues por la localidad pasan las que van a Gubskaya al noroeste (12 km), Perepravnaya al nordeste (13 km), Shedok (11 km) al este y Kizinka (9 km) y Bágovskaya (10.5 km) al suroeste.